# Иримоя-дзукури
Иримоя-дзукури, иримоя-янэ (яп. 入母屋造・入母屋屋根) — архитектурный стиль крыши в традиционной японской архитектуре, также может обозначать стиль здания, имеющего такую крышу. Крыши иримоя-янэ (入母屋屋根) — полувальмовые четырёхскатные, использовались как в синтоистских и буддистских храмах, так и в светской архитектуре. Они состоят из обычной щипцовой крыши, перекрывающей центральную часть здания, моя (яп. 母屋), и широких дополнительных скатов над портиками хисаси (яп. 廂・庇).

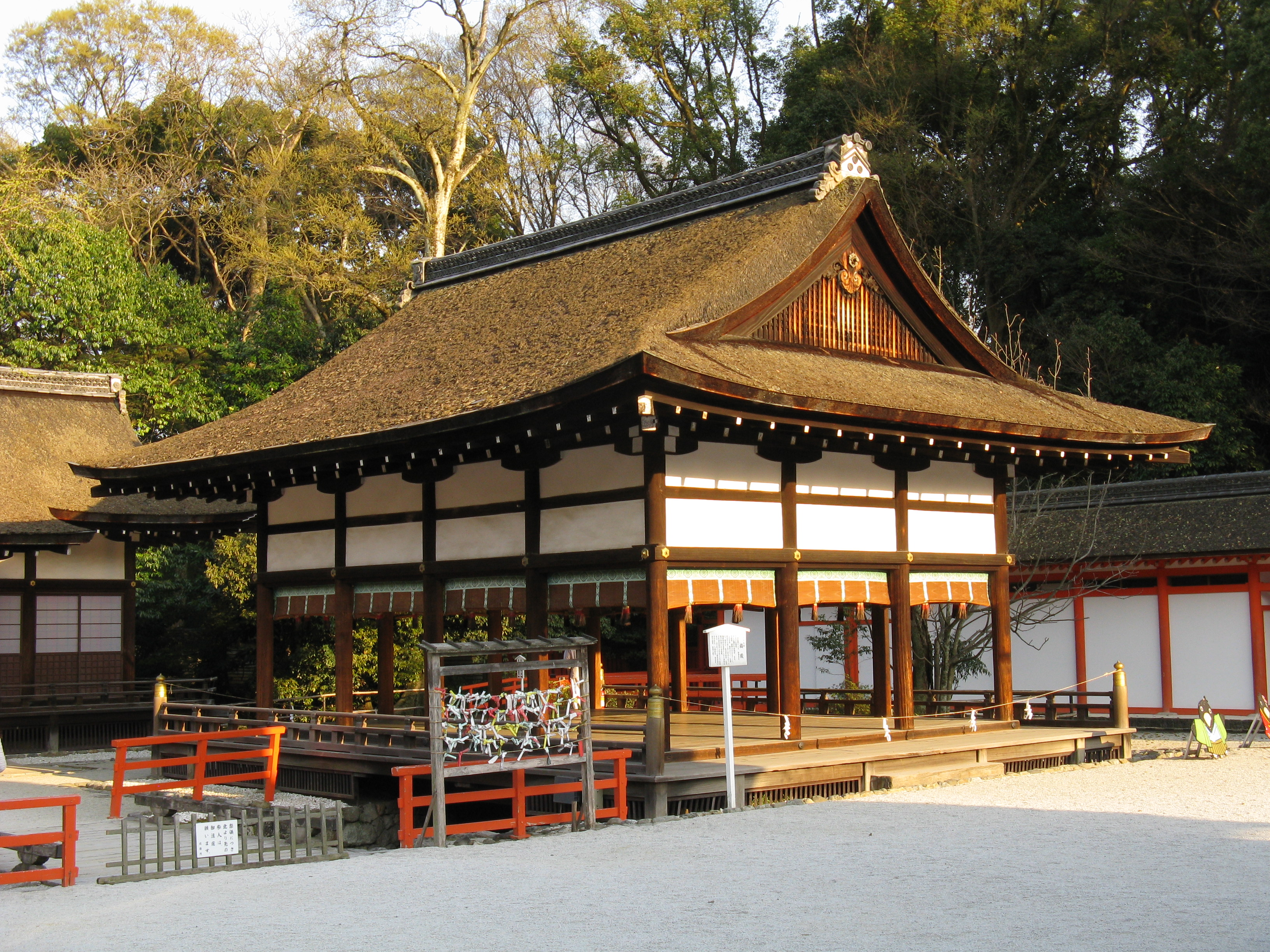
Здание в стиле иримоя-дзукури, святилище Симогамо, Киото

Этот стиль крыши был принесён в Японию вместе с буддизмом в середине VI века. Когда подобные крыши использовались в светских зданиях, их называли моя-дзукури (яп. 母屋造). Начиная с эпохи Камакура он стал одним из самых популярных стилей. Известными примерами этого стиля являются хондэн Китано-Тэммангу в Киото и кодо храма Хорю-дзи.